# Eunomia insularis
Eunomia insularis är en fjärilsart som beskrevs av Augustus Radcliffe Grote 1866. Eunomia insularis ingår i släktet Eunomia och familjen björnspinnare. Inga underarter finns listade i Catalogue of Life.